# 石家庄市第四医院
石家庄市第四医院 (英語：Shijiazhuang Obsteritics and Gynecology Hospital，又名石家庄市妇产医院)，是一所集医疗、科研、教学、预防、保健、康复为一体的大型综合三级甲等医院，河北省唯一一所三级甲等妇产专科医院，现有中山、谈固、高新三个院区，分别位于中华人民共和国河北省石家庄市长安区中山东路206号、谈固北大街16号、高新区学苑路91号，拥有编制床位1496张，开放床位948张。